# گارشانکار
گارشانکار (به انگلیسی: Garhshankar) یک منطقهٔ مسکونی در هند است که در بخش هوشیارپور واقع شده‌است. گارشانکار ۱۷٬۰۰۰ نفر جمعیت دارد.